# Râul Molovateț
Molovateț este un râu din Republica Moldova, afluent de dreapta al Răutului. Râulețul este amplasat în Podișul Codrilor. Solurile luncii sunt reprezentate de soluri aluviale, mocirle răspândite sub formă de areale mici și soluri deluviale. Molovateț este menționat în documentele moldovenești începând cu anul 1601. În anul 2016, construcțiile hidrotehnice din bazinul hidrografic al râului Molovateț au fost incluse într-un program de reabilitare.
Afluenți: Valea Cânepii, Valea Florilor, Pogoanele, Valea Bozului.